# Teatro Prendes
El Centro Cultural Teatro Prendes, más conocido como el Teatro Prendes o simplemente el Prendes, es un cine y teatro de la localidad asturiana de Candás, en el concejo de Carreño (España). Fue inaugurado en 1956 y sigue en funcionamiento bajo titularidad municipal. Se encuentra en el Docomomo Ibérico como muestra del movimiento moderno.

## Historia
En la década de los años 50, Candás conoce un importante crecimiento demográfico gracias a la expansión de la industria siderúrgica en las comarcas de Avilés y Gijón con Ensidesa y Uninsa. Entre los nuevos equipamiento de la villa se levanta un cine teatro. El autor del proyecto fue José Antonio Muñiz Muñiz. El cine se inauguró el 1 de enero de 1956 con la proyección Cuando ruge la marabunta. 
En 1989 pasa a ser de titularidad municipal y en 1992 comienza a ser gestionado por un patronato a fin de potenciar su programación. De esta manera, a partir de 1994 amplia su programación a funciones teatrales, conciertos, charlas, actos sociales, exposiciones y todo tipo de actividades siendo el verdadero motor cultural del municipio y un verdadero referente de Centro Cultural en Asturias, siendo el único cine asturiano que nunca cerró. De entre su amplia oferta destacan el Salón de Teatro Costumbrista Asturiano de Candás (segunda quincena de cada mes de agosto desde 1991), la campaña de teatro para escolares (desde 1997), los ciclos de cine clásico en versión original tanto para el público en general (habitualmente el primer sábado de cada mes) como para los centros escolares de primaria y secundaria (desde 1998), los ciclos de cine clásico en versión original desde 1998 tanto para el público en general (primer sábado de cada mes) y para los centros escolares de primaria y secundaria, el Festival Cine de Aventuras y de la Mar al Aire Libre en el parque de les Conserveres de Candás (la última semana del mes de julio desde 1999), y el certamen internacional El Rinconín de los Títeres de Candás desde 2010. 
Tras la pandemia de COVID-19, se adaptó a los nuevos tiempos y hábitos de consumo cultural con nuevos horarios, propuestas novedosas (musicales, jornadas culturales...) y el inicio de su presencia en las redes sociales con página web, cuenta de Instagram y canal de YouTube. Desde 1994 está dirigido por Alain Fernández, médico y experto en gestión cultural por la Universidad de Oviedo, que desde un principio se encarga de la gestión del teatro.

## Descripción
Se trata de un edificio exento excepto por su fachada trasera, adosada a un edificio. Es un inmueble sencillo y funcionalista, influenciado por la arquitectura del movimiento moderno. Una de sus fachadas es ciega. Su austeridad se rompe por el gran ventanal de la fachada principal, realizado con montantes verticales de hormigón y cerramiento traslúcido. El resto del edificio se envuelve en una fachada de ladrillo. Las entradas se protegen con marquesinas de hormigón de forma trapezoidal. Su inclusión en el catálogo del Docomomo Ibérico por sus características arquitectónicas quedó reflejada con una placa conmemorativa en su fachada.
El teatro tiene 520 localidades. De ellas 328 están en el patio de butacas y 192 en el piso general. Cuenta también con una sala de exposiciones y conserva maquinaria cinematográfica y el bar original.